# Jacquemontia hallieriana
Jacquemontia hallieriana är en vindeväxtart som beskrevs av Ooststr. Jacquemontia hallieriana ingår i släktet Jacquemontia och familjen vindeväxter. Inga underarter finns listade i Catalogue of Life.